# 霧の中の虎
『霧の中の虎』（A Tiger Walks）は1964年のアメリカ合衆国の映画。出演はブライアン・キースなど。1960年発表の同名小説に基づき、サーカスから逃げ出したトラを巡る人間模様を描いた作品。

## ストーリー
ある日、静かな田舎町スコシアに来たサーカスのトラックから、虎が逃げ出してしまう。
保安官のウィリアムズが捜索を開始した矢先、サーカスの動物係が虎に襲われて死んでしまう。
マスコミが町に詰めかけ、住民たちが恐怖におびえる中、ウィリアムズの一人娘であるジュリーは、虎を射殺せず生け捕りにしてほしいと父に頼み込む。
そのころ、この騒ぎの解決を選挙で勝つ材料にしたい知事は州兵を動員するも、その一人が虎と間違えて発砲するという騒ぎが起きただけであり、なかなか解決には結びつかなかった。
やがて、ジュリーの願いがテレビで報じられたことにより、「虎を生け捕りにせよ」という考えが全国的なものとなる。そこでウィリアムズは麻酔銃を使うことを思いつき、最終的に州兵の協力で虎を麻酔で眠らせることに成功した。

## キャスト
| 役名                   | 俳優                       | 日本語吹替 |
| ---------------------- | -------------------------- | ---------- |
| ピート・ウィリアムズ   | ブライアン・キース         | 仁内達之   |
| ドロシー・ウィリアムズ | ヴェラ・マイルズ           | 花形恵子   |
| ジュリー・ウィリアムズ | パメラ・フランクリン       | 杉山佳寿子 |
| ラム・シン             | サブー                     |            |
| ロビンズ知事           | エドワード・アンドリュース |            |
| ワトキンス夫人         | ウナ・マーケル             |            |
| バーン・グッドマン     | ピーター・ブラウン         |            |
| トム・ハドリー         | ケビン・コーコラン         | 安永憲自   |

## スタッフ
- 監督：ノーマン・トーカー
- 製作：ビル・アンダーソン、ロン・ミラー
- 原作：イアン・ナイオール
- 脚本：ローウェル・S・ハウリー
- 撮影：ウィリアム・スナイダー
- 編集：グラント・K・スミス
- 音楽：バディ・ベイカー